# Louise Silvain
Pour les articles homonymes, voir Silvain (homonymie) et Sylvain.
Louise Silvain est une actrice française née le 17 mars 1874 à Vitry-le-Croisé (Aube) et morte le 20 octobre 1930 à Asnières-sur-Seine.

## Biographie
Née Louise-Julie-Marthe Hartmann, elle remporte un second prix de comédie au Conservatoire de Paris et un premier accessit de tragédie en 1890 dans la classe de Louis-Arsène Delaunay, puis fait ses débuts l'année suivante au théâtre de l'Odeon dans Kean d'Alexandre Dumas, où elle apparaît également dans Les Érinnyes de Leconte de Lisle et Cinna de Pierre Corneille.
Elle épouse en 1895 Eugène Silvain (1851-1930), sociétaire de la Comédie-Française, faisant dès lors carrière sous le nom Louise Silvain. Elle entre en 1901 à la Comédie-Française, avant d'en devenir à son tour sociétaire en 1910. Elle y joue entre autres Les Érinnyes, Cinna, Horace et Polyeucte  de Corneille, Andromaque, Phèdre, Iphigénie et Britannicus de Jean Racine, Tartuffe, Monsieur de Pourceaugnac et Les Femmes savantes de Molière, Hernani de Victor Hugo ou encore Macbeth de Shakespeare. Elle est nommée sociétaire honoraire en 1925.
Elle meurt le 20 octobre 1930 à Asnières-sur-Seine,, deux mois après son mari,  et est inhumée au cimetière du Père-Lachaise (case 4453 du columbarium).

### Vie privée
De son union avec Eugène Silvain sont nés un fils, Jean, dramaturge, et une fille, Jeanne, qui épousera l'acteur et metteur en scène Edmond Roze.

## Théâtre

### Comédie-Française
Entrée en 1901
Nommée 350e sociétaire en 1910 puis sociétaire honoraire en 1925
- 1900 : Andromaque de Jean Racine : Andromaque
- 1901 : Le Misanthrope de Molière : Célimène
- 1902 : L'École des maris de Molière : Léonor
- 1902 : Mithridate de Jean Racine : Phoedime
- 1904 : Le Père Lebonnard de Jean Aicard : Mme Lebonnard
- 1907 : Électre de Sophocle : Electre
- 1907 : Phèdre de Jean Racine : Phèdre
- 1909 : La Furie de Jules Bois : Theone
- 1909 : Athalie de Jean Racine, mise en scène Mounet-Sully : Josabet
- 1910 : La Fleur merveilleuse de Miguel Zamacoïs : Régine
- 1910 : Phèdre de Jean Racine : Oenone
- 1912 : Iphigénie à Aulis d'Euripide : Clytemnestre
- 1916 : Britannicus de Jean Racine : Agrippine
- 1920 : Le Premier Couple d'André Dumas : Mahoura
- 1921 : Monsieur de Pourceaugnac de Molière, mise en scène Georges Berr : Lucette
- 1922 : Les Amants magnifiques de Molière : Aristione
- 1923 : Électre de Sophocle : Électre

## Filmographie
- 1922 : Molière, sa vie, son œuvre de Jacques de Féraudy